# Ich hatt' einen Kameraden
Ich hatt’ einen Kameraden (česky Měl jsem kamaráda) či Der gute Kamerad (česky Dobrý kamarád) je žalozpěv německé armády. Pojednává o smrti nejlepšího kamaráda přiletěvší kulkou. Je tradiční obřadní součástí německých vojenských pohřbů a oslav německého dne obětí válek a násilí (Volkstrauertag). Němečtí vojáci při něm, stejně jako při německé státní hymně, salutují.

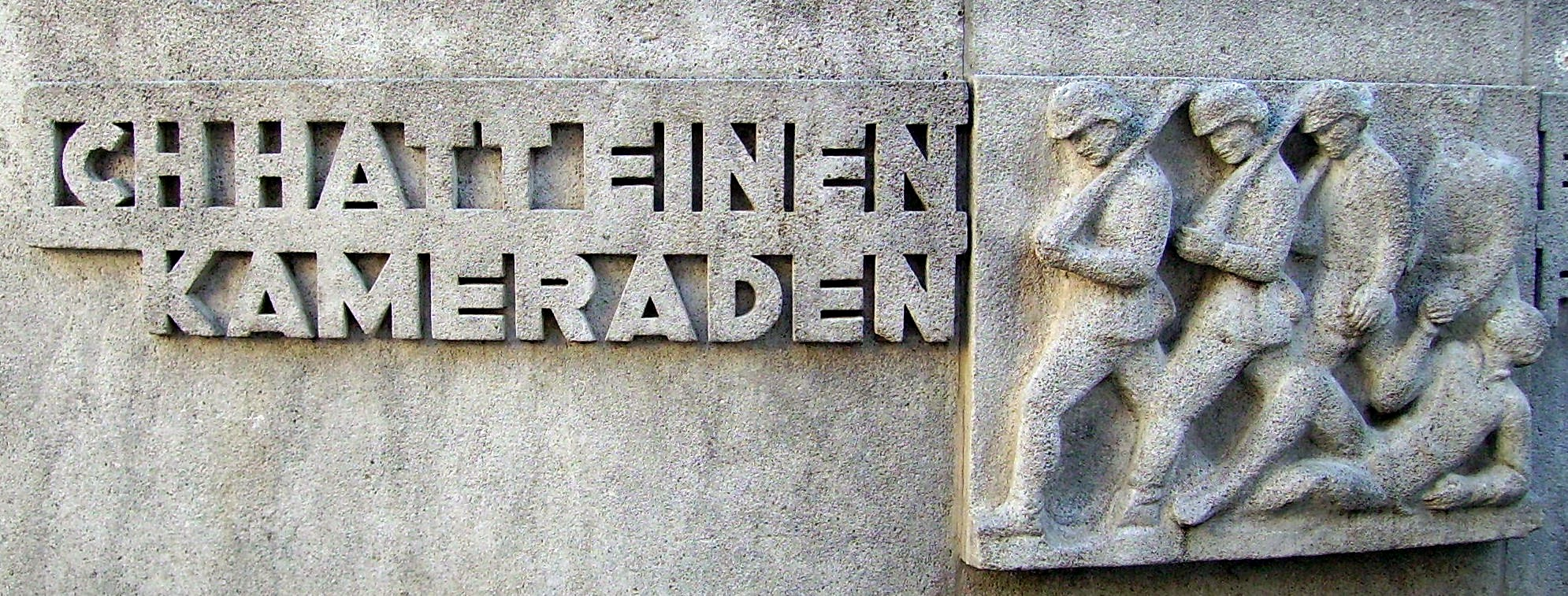
Název žalozpěvu na fontáně ve Špýru

Text písně napsal německý básník Ludwig Uhland v roce 1809. Zhudebnil ho v roce 1825 skladatel Friedrich Silcher.

## Text
Ich hatt’ einen Kameraden,

Einen bessern findst du nit.

Die Trommel schlug zum Streite,

Er ging an meiner Seite

In gleichem Schritt und Tritt.

Eine Kugel kam geflogen:

Gilt’s mir oder gilt es dir?

Ihn hat es weggerissen,

Er liegt zu meinen Füßen

Als wär's ein Stück von mir.

Will mir die Hand noch reichen,

Derweil ich eben lad.

Kann dir die Hand nicht geben,

Bleib du im ew’gen Leben

Mein guter Kamerad!